# Troglohyphantes marqueti pauciaculeatus
Troglohyphantes marqueti pauciaculeatus is een spinnenondersoort in de taxonomische indeling van de hangmatspinnen (Linyphiidae).
Het dier behoort tot het geslacht Troglohyphantes. De wetenschappelijke naam van de soort werd voor het eerst geldig gepubliceerd in 1929 door Eugène Simon.